# Diplotaxis arizonica
Diplotaxis arizonica är en skalbaggsart som beskrevs av Schaeffer 1907. Diplotaxis arizonica ingår i släktet Diplotaxis och familjen Melolonthidae. Inga underarter finns listade i Catalogue of Life.